# Буранбаєво
Буранба́єво (рос. Буранбаево, башк. Буранбай) — присілок у складі Баймацького району Башкортостану, Росія. Входить до складу Тавликаєвської сільської ради.
Населення — 417 осіб (2010; 424 в 2002).
Національний склад:
- башкири — 100%